# Tomorrow (hudební skupina)
Tomorrow byla anglická psychedelicky rocková, popová a freakbeatová hudební skupina z Londýna. Na hudební scéně účinkovala pod tímto názvem od března 1967 do dubna 1968. Společně s Pink Floyd a Soft Machine byli průkopnickou kapelou psychedelické hudby v Británii. I přes podporu DJ Johna Peela, který je pozval do vůbec úplně první show „Perfumed Garden“ pro BBC Radio 1, se skupina nesetkala s přílišným komerčním úspěchem. Jednotliví členové jsou proto více známí svým vystupováním v jiných projektech.
Skupina Tomorrow vydala za svou roční činnost dva singly – „My White Bicycle“ v květnu 1967 a „Revolution“ v srpnu 1967. První jmenovaný více proslavila skotská skupina Nazareth, jejíž coververze obsadila 14. místo v UK Singles Chart, druhý zase bývá uváděn do kontextu s mnohem slavnější „Revolution“ od Johna Lennona. Během své roční existence dokázala kapela vydat i eponymní studiové album Tomorrow v únoru 1968. Roku 1998, třicet let po rozpadu kapely, bylo vydáno v rámci RPM Records kompilační album 50 Minute Technicolor Dream, jež obsahovalo i dosud nevydané nahrávky skupiny.

## Diskografie
- Tomorrow (1968)
- 50 Minute Technicolor Dream (1998)